# 氣候緊急狀態宣言

截至2020年12月，已宣布进入气候紧急状态的国家。深蓝色表示全国，浅蓝色表示国家部分地区。

氣候緊急狀態宣言是一項由各地政府以及科學家發起的行動，宣告人類已進入氣候緊急狀態（Climate Emergency），須立即採取行動遏止氣候變化，以避免潛在和不可逆轉的環境破壞發生。該宣言於2016年12月在澳洲德爾賓市首次發起。截至2020年12月，共計33 個國家及1,800個地方政府一同響應了這項宣言。
簽署「氣候緊急狀態宣言」，代表政府承認氣候變遷（全球暖化效應）的存在，而現有措施遠不足以應對現今的情況，需要改變。宣佈世界進入氣候緊急狀態，更代表過去的防災體系規劃，面對氣候極端變化，已變得脆弱且逐漸失效，需要提出更為緊急的因應對策，積極正視未來的極端天氣事件及其各項災害。2020年12月12日，聯合國秘書長在《巴黎協定》5週年視訊會議上呼籲各國宣布進入「氣候緊急狀態」。

## 術語
氣候緊急狀態（Climate Emergency）一詞，入選為牛津字典2019年度詞彙，指「須立即採取行動遏止氣候變化的狀態，避免因此帶來潛在和不可逆轉的環境破壞。」

## 參與政府

### 國際組織
2019年
- 欧洲联盟 [10][11]

### 國家／屬地
| 2019年 - 苏格兰 - 英国 - 澤西 - 愛爾蘭 - 马恩岛 - 葡萄牙 - 聖座 - 加拿大 - 法國 - 阿根廷 - 西班牙 - 奥地利 - 馬爾他 - | 2020年 - 安道尔 - 馬爾地夫 - 日本 - 新西兰 2021年 - 新加坡 - 模里西斯 2022年 - |

### 地方政府
- ：德爾賓市（英语：City of Darebin）、南澳州、墨爾本、雪梨等。[40][41][42]
- 比利时：布魯塞爾等。[43]
- 巴西：勒西菲等。[44]
- 智利：瓦爾彭等。[45]
- 哥伦比亚：波哥大等。[46]
- 捷克：布拉格等。[47]
- 芬兰：赫爾辛基 等。[48]
- 德国：康士坦茲、柏林、科隆、海德堡等。[49][50][51][52]
- 義大利：阿克里、拿坡里廣域市等。[53][54]
- 荷蘭：阿姆斯特丹等。[55]
- 菲律賓：描戈律等。[56]
- 波蘭：華沙、克拉科夫等。[57][58]
- 斯洛伐克：茲拉特莫拉夫采等。[59]
- 瑞典：隆德、馬爾摩等。[60][61]
- 瑞士：巴塞爾城市州、佛德州、德萊蒙等。[62]
- 臺灣：
  - 新北市、臺東縣、臺中市、臺南市、嘉義市。[63][64][65][66][67][68]
  - 彰化市。[69]
- 美国：紐約市、舊金山、夏威夷州等。[70][71]

## 外部連結
- Climate Emergency Declaration: Call to declare a climate emergency （页面存档备份，存于）
- World Scientists' Warning of a Climate Emergency （页面存档备份，存于） BioScience, Volume 70, Issue 1, January 2020, Pages 8–12
- Climate Change Performance Index （页面存档备份，存于）
- Climate Emergency Declaration and Mobilisation In Action （页面存档备份，存于）